# Allgemeine Sonderschule Krems
Die Allgemeine Sonderschule Krems (ASO Krems) ist eine Sonderschule in Krems an der Donau in der Wachau in Niederösterreich.
Bis 31. Dezember 2018 war dort auch das Sonderpädagogische Zentrum Krems (SPZ Krems) angesiedelt.

## Allgemeine Sonderschule Krems
Die ASO Krems unterrichtet etwa 90 Schüler mit Sonderpädagogischem Förderbedarf, und weitere 30 Schüler der Volksschule Stein (Integrationsklassen). Leitbild ist „Schule zum Wachsen und Reifen“.
Sie umfasst folgende Schulformen:
- 3 Klassen mit lernbehinderten Kindern (ASO-Klassen)
- 2 Klassen mit schwererziehbaren Schülern (SES-Klassen)
- 4 Klassen für schwerst- und mehrfachbehinderte Kinder (S-Klassen)
- 4 Kooperationsklassen im Volksschule-Bereich (in Zusammenarbeit mit der VS Stein)
- Kooperationsklasse im Sekundar-Bereich (5. Schulstufe)
- Vorbereitungslehrgang für den Erwerb des Hauptschul-Abschlusses (HS-Abschluss), Berufsvorbereitungsjahr
- Heilstättenklasse

Daneben bietet die Schule verschiedene Betreuungs- und Therapieangebote:
- Ganztägige Schulform
- Sprachheilpädagogische Betreuung
- Stützunterricht für hör-, sehbehinderte und blinde Kinder
- Lernberatung Mathematik
- Verhaltenspädagogische Förderung
- Beratungsstunden für verhaltensauffällige Schüler
- Musiktherapie, Ergotherapie, Physiotherapie, Mototherapie, Movetraining, Tiergestützte Pädagogik und  heilpädagogisches Voltigieren und Ähnliches
- Mediation und Peer Counseling für Betroffene

Die Sonderschule Krems arbeitet mit unkonventionellen Unterrichtsmodellen in Form von Schulversuchen, dazu gehört etwa das Pilotprojekt Brückenklasse mit Gastunterrichtsteilnahme an Schulen wie dem BRG Krems, der BHAK Krems oder dem ORG der Mary Ward Privatschule.
Außerdem ist sie Ausbildungsschule der Pädagogischen Hochschule Krems.

## Auszeichnungen
- PiPo für herausragende Projektabwicklung 2006–2008[4]
- Projektpreis des Kreativwettbewerbs Projekt Europa 2007/08 der KulturKontakt Austria (Im Dialog mit Farbe-Form-Figur)[5]
- IV-Teacher’s Award 2008 der Industriellenvereinigung, Kategorie Grundstufe, 2. Platz (Regina Holzer für das Projekt Im Dialog mit Farben – Form – Figur)[6][3]
- IV-Teacher’s Award 2010 der Industriellenvereinigung, Kategorie Grundstufe (Regina Holzer für das Mazedonien-Projekt Kinder schlagen Brücken)[7][3][8][9]
- Urkunde über die Nominierung zum Österreichischen Schulpreis 2011.[10][11][12]

## Sonderpädagogisches Zentrum Krems
Das Sonderpädagogische Zentrum hatte etwa 35 Sonderschullehrer, Betreuungslehrer, Fach- und Stützkräfte. Geleitet wurden Schule und Zentrum von 2012 bis 2018 von Dorrit Stiglbrunner. Seit 2018 leitet Regina Holzer die Allgemeine Sonderschule in Krems.
Es war über Unterricht hinaus auch für Aufgaben wie außerschulischen Kontakt und Fortbildung im Bereich Sonderpädagogik in Bereich der Stadt Krems zuständig.